# Asamblea Interparlamentaria de la CEI
La Asamblea Interparlamentaria de los Estados Miembros de la Comunidad de Estados Independientes (IPA CIS por sus siglas en inglés) es una asamblea parlamentaria para las delegaciones de los parlamentos nacionales de los países miembros de la CEI. La IPA CIS se estableció el 27 de marzo de 1992 en Almaty (Kazajistán) bajo los términos del Acuerdo firmado por los líderes de los parlamentos fundadores. El 26 de mayo de 1995, los líderes de la CEI firmaron la Convención sobre la Asamblea Interparlamentaria de las Naciones Miembros de la Comunidad de Estados Independientes finalmente ratificada por nueve parlamentos de la organización. La misión general es la elaboración de leyes y la armonización de las leyes nacionales en la CEI. La IPA se encuentra en el Palacio Tauride, en un hito histórico de Santo Petersburgo.

## Misión
La IPA CIS actúa como órgano parlamentario consultivo de la CEI establecido para discutir problemas de cooperación parlamentaria.
La actividad de la IPA se concentra en el desarrollo de la legislación modelo, que luego podría ser implementada por los Estados miembros de forma voluntaria, y servir como una herramienta de difusión de las mejores prácticas en toda la CEI. La Asamblea participa en el desarrollo de los procesos de integración en la CEI. La IPA CIS organiza regularmente conferencias, seminarios y simposios especializados, que brindan una plataforma para el debate de los actores gubernamentales y no gubernamentales.
Otra misión de la IPA CIS es el seguimiento electoral. El monitoreo está organizado por el Instituto Internacional para el Monitoreo del Desarrollo Democrático, el Parlamentarismo y la Protección del Sufragio de los Ciudadanos de las Naciones Miembros de la IPA CIS (IIMDD IPA CIS por sus siglas en inglés). Fue establecido por decisión del Consejo de la IPA CIS del 10 de febrero de 2006. De acuerdo con la invitación de la comisión electoral nacional, IPA CIS forma un Equipo de Observadores internacional para realizar un seguimiento a corto y largo plazo de la preparación y celebración de las elecciones presidenciales y parlamentarias. Junto con expertos, los observadores internacionales de la IPA CIS analizan la legislación electoral para evaluar su consistencia con los estándares internacionales de elecciones democráticas, verificar la disponibilidad y disponibilidad de los medios técnicos necesarios para el proceso de votación, visitar los colegios electorales y resumir los resultados.

## Miembros
Parlamentos miembros:
- Asamblea Nacional de la República de Azerbaiyán
- Asamblea Nacional de Armenia
- Asamblea Nacional de Bielorrusia
- Parlamento de Kazajistán
- Consejo Supremo de Kirguistán
- Asamblea Federal de Rusia
- Asamblea Suprema de Tayikistán
- Asamblea Suprema de Uzbekistán

## Composición
La IPA CIS incluye las delegaciones de los parlamentos de sus Estados miembros y opera sobre la base del consenso (a cada delegación se le asigna un voto). Una Delegación Parlamentaria está formada por representantes elegidos o designados por el Parlamento de un Estado Miembro. La IPA CIS también incluye 10 Comisiones Permanentes:
- Sobre Derechos humanos y Política Sociales
- Sobre Economía y Finanza
- sobre Prácticas de Construcción del Estado y Gobierno Local
- Sobre Asuntos Políticos y Cooperación Internacional
- Sobre Política Agraria, Recursos Naturales y Ecología
- Sobre Asuntos de Defensa y Seguridad
- Sobre Cultura, Información, Turismo y Deporte
- Sobre Asuntos Legales
- Sobre Ciencia y Educación
- Comisión de Supervisión Presupuestaria
- y Comisión Conjunta en la IPA CIS para la Armonización de las Leyes Nacionales Relacionadas con la Seguridad, Contrarrestando Amenazas y Desafíos Emergentes. Su mandato es redactar leyes modelo, recomendaciones y otros instrumentos legislativos para su posterior aprobación en las sesiones del Consejo y la Asamblea de la IPA CIS.[5]

El Consejo de la IPA CIS está formado por los Líderes de Cámara de los Parlamentos Nacionales y es responsable de la organización del trabajo de la Asamblea. El Consejo es presidido por el presidente. El 12 de abril de 2018, la presidenta del Consejo de la Federación Rusa, Valentina Matvienko, fue reelegida presidenta del Consejo de la IPA CIS. La Secretaría del Consejo de la IPA CIS es el órgano administrativo permanente para ayudar a la Asamblea, el Consejo de la Asamblea, las comisiones permanentes y ad hoc. Secretario General – El Jefe de la Secretaría del Consejo de la IPA CIS es Yury Osipov.
La Asamblea ha establecido alianzas y firmado acuerdos de cooperación con importantes organismos internacionales, como las Naciones Unidas, Asamblea Parlamentaria del Consejo de Europa, Asamblea Parlamentaria de la Organización para Seguridad y Cooperación en Europa, Cooperación Económica del Mar Negro, Asamblea Parlamentaria del Mediterráneo, Organización Mundial de la Propiedad Intelectual, Federación Internacional de Sociedades de la Cruz Roja y de la Media Luna Roja, UNESCO, UNIDO, el Parlamento Latinoamericano, el Parlamento Centroamericano, la Parlamento Panafricanoo por nombrar algunas.